# Noxapater
Noxapater – miasto w Stanach Zjednoczonych, w stanie Missisipi, w hrabstwie Winston.